# Grammy Award for Best Performance by a Vocal Group
Der Grammy Award for Best Performance by a Vocal Group, auf Deutsch „Grammy-Auszeichnung für die beste Darbietung durch eine Gesangsgruppe“, ist ein Musikpreis, der von 1961 bis 1968 von der amerikanischen Recording Academy im Bereich Popmusik verliehen wurde.

## Geschichte und Hintergrund
Die seit 1959 verliehenen Grammy Awards werden jährlich in zahlreichen Kategorien von der Recording Academy in den Vereinigten Staaten vergeben, um künstlerische Leistung, technische Kompetenz und hervorragende Gesamtleistung ohne Rücksicht auf die Album-Verkäufe oder Chart-Position zu würdigen.
Eine dieser Kategorien war der Grammy Award for Best Performance by a Vocal Group. Der Preis wurde von 1961 bis 1968 vergeben. Unter einer Gesangsgruppe wurde dabei eine Gruppe von zwei bis sechs Sängern verstanden. Parallel wurde in diesen Jahren für Chöre (mit mehr als sieben Sängern) der Grammy Award for Best Performance by a Chorus verliehen. Vor 1961 wurden beide Kategorien gemeinsam als Grammy Award for Best Performance by a Vocal Group or Chorus ausgezeichnet. Ab dem Jahr 1966 gab es einige Jahre eine Überlappung mit der Kategorie Grammy Award for Best Pop Performance by a Duo or Group with Vocal, die bis zum Jahr 2011 vergeben wurde.

## Gewinner und Nominierte
| Jahr | Gewinner                       | Nationalität           | Werk                                | Nominierte | Bild des/der Gewinner(s) |
| ---- | ------------------------------ | ---------------------- | ----------------------------------- | --- | ------------------------ |
| 1961 | Eydie Gormé und Steve Lawrence | Vereinigte Staaten     | We Got Us                           | - Greenfields – The Brothers Four - All over the Place – The Hi-Los - Here We Go Again! – The Kingston Trio - Scandinavian Shuffle – The Swe-Danes                                                         |                          |
| 1962 | Lambert, Hendricks & Ross      | Vereinigte Staaten     | High Flying                         | - Voices in Fun – The Four Freshmen - Close Up – The Kingston Trio - The Way You Look Tonight – The Lettermen - The Slightly Fabulous Limeliters – The Limeliters                                          |                          |
| 1963 | Peter, Paul and Mary           | Vereinigte Staaten     | If I Had a Hammer (The Hammer Song) | - The Swingers – The Four Freshmen - The Hi-Los Happen to Folk Songs – The Hi-Los - A Song for Young Love – The Lettermen - Through Children’s Eyes – The Limeliters                                       |                          |
| 1964 | Peter, Paul and Mary           | Vereinigte Staaten     | Blowin’ in the Wind                 | - Waitin’ for the Evening Train – The Anita Kerr Quartet - Hey, Look Us Over! – The J’s with Jamie - Like Sing – Jackie und Ray Kral - The Hi-Los Happen to Bossa Nova – The Hi-Los                        |                          |
| 1965 | The Beatles                    | Vereinigtes Königreich | A Hard Day’s Night                  | - Grand Ole Opry Favorites – The Browns - The Double Six of Paris Sing Ray Charles – The Double Six of Paris - More Four Freshmen and Five Trombones – The Four Freshmen - In Concert – Peter, Paul & Mary |                          |
| 1966 | Anita Kerr Singers             | Vereinigte Staaten     | We Dig Mancini                      | - Help! – The Beatles - Mrs. Brown You've Got a Lovely Daughter – Herman’s Hermits - Flowers on the Wall – The Statler Brothers - You Were on My Mind – We Five                                            |                          |
| 1967 | Anita Kerr Singers             | Vereinigte Staaten     | A Man and a Woman                   | - Cherish – The Association - Good Vibrations – The Beach Boys - Monday, Monday – The Mamas & The Papas - Guantanamera – The Sandpipers                                                                    |                          |
| 1968 | The 5th Dimension              | Vereinigte Staaten     | Up, Up and Away                     | - Windy – The Association - Sgt. Pepper’s Lonely Hearts Club Band – The Beatles - The Letter – The Box Tops - I’m a Believer – The Monkees                                                                 |                          |